# Jamie Lynn Spears
Jamie Lynn Marie Spears (McComb, Misisipi, 4 de abril de 1991) es una actriz y cantante estadounidense. Es reconocida principalmente por interpretar a Zoey Brooks en la comedia de situación para adolescentes de Nickelodeon Zoey 101 (2005–2008).
A partir de diciembre de 2007, Spears estuvo sujeta a una gran atención y controversia de los medios después de anunciar que estaba embarazada a los 16 años. Surgió la idea errónea de que su embarazo canceló a Zoey 101; la última temporada terminó de filmarse en agosto de 2007, pero no se estrenaría hasta el año siguiente. Después de dar a luz en 2008, Spears dejó de actuar y hacer álbumes durante media década.
Spears regresó de su pausa de cinco años en 2013 y lanzó su sencillo debut «How Could I Want More» de su EP debut en la música country, The Journey (2014). En 2015, Spears obtuvo créditos como compositora del sencillo certificado platino de Jana Kramer, «I Got the Boy», una canción que escribió en 2011 durante las sesiones de escritura en Nashville para su EP de 2013. En 2016, Spears lanzó un documental Jamie Lynn Spears: When the Lights Go Out, reflexionando sobre la controversia de su embarazo, mostrando su carrera en la música country después de «darse cuenta de que [su] verdadera vocación era la música», así como su vida personal como esposa y madre. A pesar de esto, Spears no ha lanzado un álbum debut. En 2019, se anunció que Spears volvería a actuar e interpretar a Noreen Fitzgibbons en la serie de drama romántico de Netflix Sweet Magnolias (2020-presente).

## Primeros años
Spears nació en McComb, Misisipi. Asistió a la Parklane Academy, donde fue animadora y miembro del equipo de baloncesto del colegio. Terminó su educación por correspondencia en línea y obtuvo su GED en febrero de 2008 en la Escuela Superior de Kentwood, Luisiana.

## Carrera

### 2002-2010: Crossroads, All That, Zoey 101, embarazo
Spears hizo su debut como actriz en la película Crossroads, drama que protagonizó su hermana, quien interpretó el personaje central Lucy Wagner. Spears hizo un cameo, interpretando la versión más joven del personaje de Britney. Después de Crossroads, Nickelodeon incluyó a Spears como artista regular en la octava temporada de la serie de comedia All That. La temporada siguió a una pausa de dos años de la serie. La actuación de Spears recibió críticas positivas de los críticos y muchos elogiaron su momento cómico y fueron lo más destacado del programa. Spears no regresó para la décima y última temporada de la serie para buscar otros roles en la red. Spears hizo una aparición especial en la gala de patinaje Stars, Stripes and Skates en el Madison Square Garden en septiembre de 2002.
En agosto de 2004, Spears firmó un acuerdo de desarrollo con Nickelodeon en el que iba a ser la protagonista en una serie. La serie pasó a ser titulada Zoey 101. Spears interpretó el papel de Zoey Brooks y estuvo centrada en Zoey y sus amigos, los cuales asisten a un internado ficticio, llamado Pacific Coast Academy (PCA). Spears grabó la canción tema de la serie, titulado «Follow Me», que fue escrito por su hermana Britney Spears. Filmada en la Universidad Pepperdine en Malibú, California, la serie se estrenó el 9 de enero de 2005, el estreno de la serie con mayor audiencia en más de ocho años. Spears ganó un premio Young Artist y un Nickelodeon Kids' Choice Awards por su actuación. Nickelodeon anunció que la cuarta temporada sería la última temporada de la serie. El final de la serie, «PCA Confidential», salió al aire el 2 de mayo de 2008.

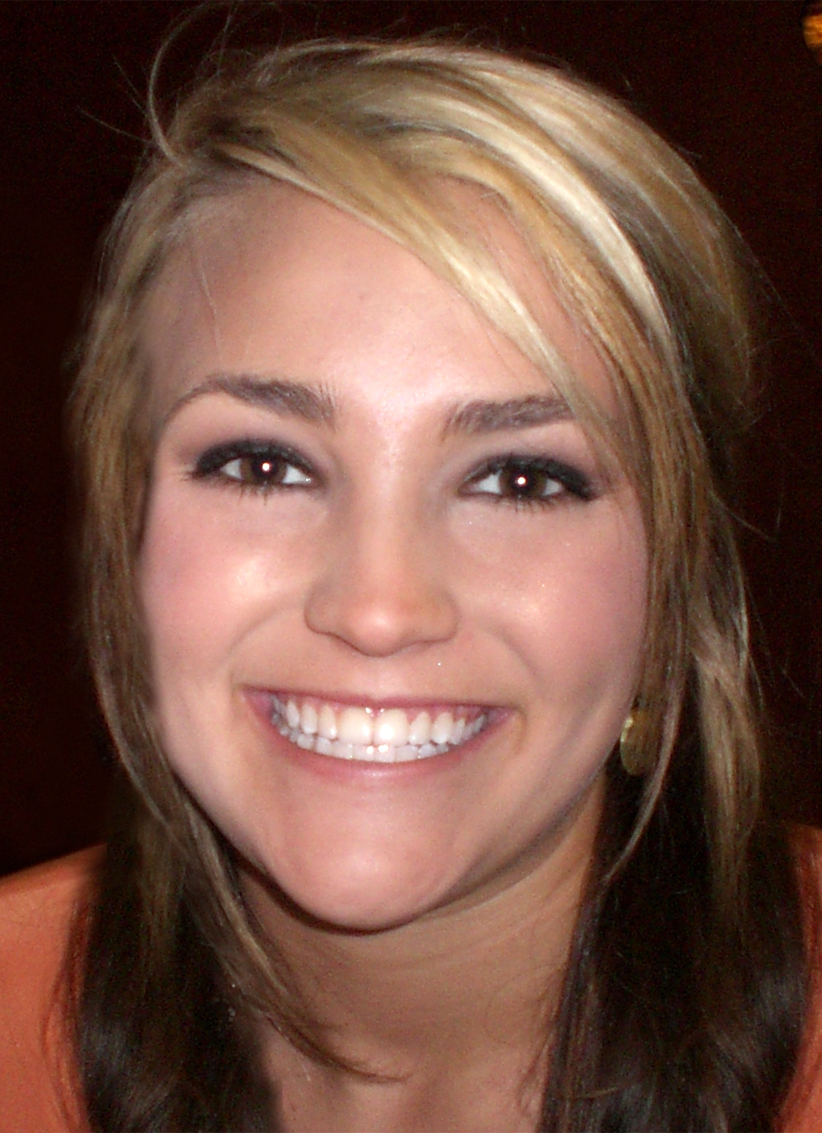
Spears en junio de 2007.

En diciembre de 2007, Variety anunció que Spears había firmado para ser una invitada que aparecería en la serie de comedia de ABC, Miss Guided, en la que interpretaba el papel de la estudiante de secundaria promiscua Mandy Fener en el episodio «Hot Sub», que salió al aire el 20 de marzo de 2008. Ese mismo año, Spears prestó su voz a Ricitos de Oro en la película de animación directa en DVD Unstable Fables: Goldilocks & 3 Bears Show. La película es la tercera y última entrega de la trilogía Unstable Fables.
En una gira por los Estados Unidos, la afamada actriz quedó embarazada a la temprana edad de 16 años del actor Casey Aldridge, que en ese momento el tenía 18 años cuando conoció a Spears en una iglesia. Nickelodeon emitió un comunicado poco después del anuncio de su embarazo a la edad de 16 años, el cual indicaba que la red respeta la decisión de Spears al asumir la responsabilidad y observando que su principal preocupación era por su bienestar. El anuncio del embarazo de Spears generó controversia, ya que los medios de comunicación fueron acusados de utilizar la historia para «embellecer» el embarazo adolescente.

### 2011-presente: papeles en la música country y la televisión
En 2011, Spears se mudó a Nashville con su hija Maddie y comenzó a trabajar en un álbum de música country con varios productores de música locales. El 7 de noviembre de 2011, Spears celebró un pequeño concierto en el Rutledge en Nashville en el que interpretó una serie de canciones originales. El 25 de noviembre de 2013, Spears lanzó su primer sencillo «How Could I Want More» de su próximo álbum debut. La canción debutó en el número 29 en el Hot Country Songs de Billboard, y en el número 8 en la lista Songs Country Digital, para la semana que finalizó el 7 de diciembre de 2013. Kevin Rutherford de Billboard describió la actuación de Spears como «dulce e inocente» pero poderosa, y sugirió que la canción encajaría perfectamente en la radio country. Spears aparece en el octavo álbum de estudio de Britney Spears, Britney Jean, en la canción «Chillin 'with You». El 27 de mayo de 2014, Spears lanzó su EP debut llamado The Journey. El EP alcanzó el puesto número 5 en los álbumes Heatseekers de Billboard y en el número 24 en los álbumes Top Country. Jana Kramer grabó una canción que Spears coescribió, «I Got the Boy», que fue lanzada como el segundo sencillo de Thirty One en 2015. La canción fue certificada Platino por la Recording Industry Association of America (RIAA) y ha vendido 592.000 copias en los Estados Unidos hasta abril de 2016.
El 15 de marzo de 2016, Spears actuó en el Grand Ole Opry en Nashville. Fue presentada por sus dos hermanos mayores, Britney y Bryan, quienes hicieron apariciones sorpresa en el show. El 24 de junio de 2016, Spears lanzó su segundo sencillo, «Sleepover». Ella describió la canción como «joven, coqueta y empoderadora» Spears fue presentadora e intérprete en los Radio Disney Music Awards en abril de 2017. En un episodio que se emitió el 13 de julio de 2018, Spears regresó a Nickelodeon por primera vez en más de diez años como concursante del programa de juegos revivido Double Dare con su hija Maddie, compitiendo contra el exalumno de All That, Josh Server y su sobrina. Ella y Maddie ganaron más de $15,000 para donar al hospital de Nueva Orleans que trató a Maddie luego de un accidente de todoterreno casi fatal.
En julio de 2019, Netflix anunció que Spears fue elegida como personaje regular en la serie de drama romántico Sweet Magnolias, que se basa en la serie de novelas de Sherryl Woods y que fue estrenada en el año 2020. Ella interpreta a una joven llamada Noreen Fitzgibbons, que trabaja como enfermera y quiere construir una nueva vida después de tomar malas decisiones. En noviembre de 2019, Teen Vogue informó que Spears se unió al elenco de una nueva serie de televisión de Nickelodeon, que une dos de los programas más icónicos del canal del pasado: All That y Zoey 101. 
En julio de 2020, el elenco de Zoey 101 se reunió en un episodio de la undécima temporada de All That. Spears interpretó a sí misma y a su antiguo personaje de All That, Thelma Stump. Mientras trabajaban en un reinicio de Zoey 101, Spears y Chantel Jeffries grabaron una nueva versión del tema principal del programa «Follow Me». El video musical de la canción contó con las apariciones de JoJo Siwa, Sofía Reyes, Dixie D'Amelio, Gigi Gorgeous, Eva Gutowski, Loren Gray, Lynne Spears y la hija mayor de Spears, Maddie.
En julio de 2021, Worthy Publishing, una imprenta de Hachette Book Group, anunció sus planes de publicar un libro de memorias y emitió un comunicado que decía: «El libro de Jamie Lynn ha estado en desarrollo durante los últimos 12 meses y permitirá que el mundo escuche su inspiradora historia en sus propias palabras, por primera vez». Sus memorias tituladas Things I Should Have Said se publicaron el 18 de enero de 2022. Se planeó que una parte de las ventas de libros se destinara a la organización de salud mental This Is My Brave. El 19 de octubre de 2021, la organización declaró que rechazaría la oferta debido a la reacción negativa del público en general. En la mayor parte de su libro habló sobre su famosa hermana Britney Spears, donde la criticó.
En 2023, participó en el reality del canal Fox llamado Special Forces donde fue la tercera eliminada. El 27 de julio, Spears protagoniza la película Zoey 102 que es emitida por la plataforma de streaming Paramount+. En 2023, participó en el reality de baile Dancing with the Stars en donde fue la segunda eliminada. En ese mismo año fue concursante del reality británico I'm a Celebrity Get Me Out of Here!, en donde fue la decimoprimera eliminada.

## Vida personal

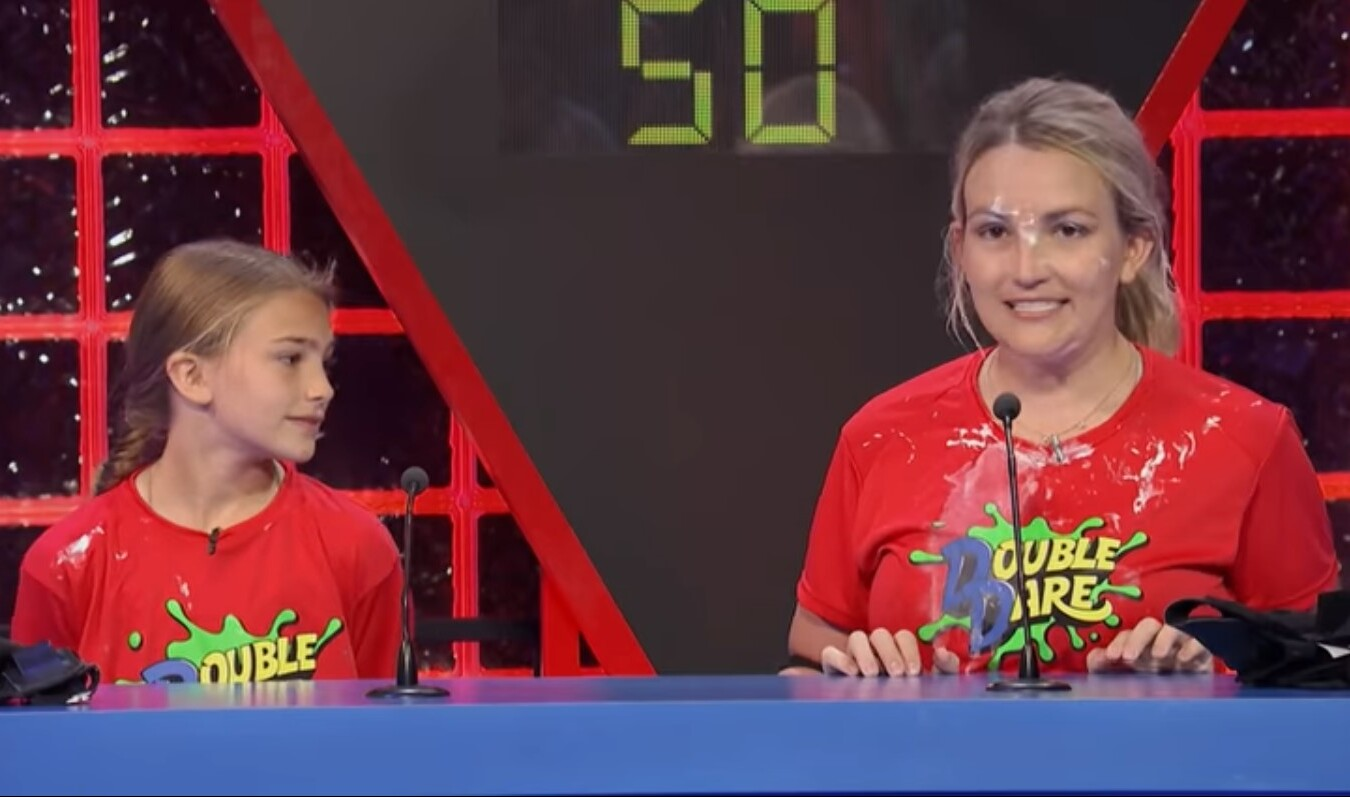
Spears y su hija Maddie en el show Double Dare, en 2018.

Spears es católica desde su conversión a principios de 2018, al igual que sus hijas y su madre Lynne.

### Embarazo en la adolescencia
El 20 de diciembre de 2007, en una entrevista con OK!, Spears anunció que estaba embarazada de su exnovio, Casey Aldridge. Ella tenía 16 años en ese momento y Aldridge, con quien había estado saliendo durante dos años, tenía 18 años. Spears confirmó su compromiso con Aldridge en marzo de 2008. En mayo de 2008, la pareja se mudó a Liberty, Misisipi, donde compró una casa, y Spears dijo que criarían a su bebé allí. Spears dio a luz a su hija Maddie Briann Aldridge el 19 de junio de 2008 en McComb, Misisipi. Spears y Aldridge terminaron su compromiso en marzo de 2009, y Spears se mudó en diciembre de 2009. Spears y Aldridge se reconciliaron en agosto de 2010, pero terminaron su relación definitivamente en noviembre de 2010.
El anuncio del embarazo de Spears generó controversia, y las críticas se centraron en la historia que supuestamente exaltaba el embarazo adolescente. Algunos adolescentes se sintieron decepcionados con el contraste entre la personalidad en pantalla de Spears como una chica «buena» y su embarazo adolescente en la vida real. El 4 de junio de 2008, mientras estaba en el condado de Amite, Misisipi, la familia Spears presentó una denuncia contra Edwin Merrino, un paparazzi que, según creían, estaba acosando a la pareja. Merrino negó la acusación y fue puesto en libertad más tarde ese mismo día después de pagar la fianza. Después del nacimiento de su hija, Spears desapareció de la vista del público durante cinco años, centrándose en criar a su hija.

### Matrimonio y familia
Posteriormente, comenzó una relación con Jamie Watson, un hombre de negocios propietario del servicio de comunicaciones Advanced Media Partners. Después de dos años de noviazgo, anunciaron su compromiso en marzo de 2013. El 14 de marzo de 2014 se casó con Watson en Nueva Orleans. El 11 de abril de 2018, Spears dio a luz a su segunda hija llamada Ivey Joan Watson.

### Accidente de Maddie
El 5 de febrero de 2017, su hija Maddie sufrió un accidente de tránsito, cuándo se encontraba manejando un todoterreno, el vehículo volcó y cayó a un lago. Maddie quedó bajo el agua durante unos minutos, y una vez que fue sacada de ahí, la enviaron en helicóptero a un hospital. Tras estar inconsciente durante dos días, el 7 de febrero de 2017, la niña recobró la consciencia aunque continuaron suministrándole oxígeno, no sufrió daños neuronales y fue dada de alta días después. La misma Jamie calificó la recuperación de su hija como un milagro.

### Enemistad con Britney Spears
En 2021, Jamie Lynn y su hermana Britney estuvieron involucradas en una disputa muy publicitada a través de las redes sociales. Britney acusó públicamente a Jamie Lynn de estar involucrada activa y conscientemente en su tutela, sin hacer ningún esfuerzo por ayudarla a terminarla. Desde entonces, Jamie Lynn ha negado las acusaciones y ha sostenido que desconocía los detalles de la tutela. Las dos hermanas no han estado en contacto desde entonces, y Britney amenazó con emprender acciones legales contra Jamie Lynn después de que esta última hablara extensamente sobre Britney tanto en su libro como en la siguiente gira promocional.

## Filmografía

### Cine
| Año  | Título                                      | Personaje         | Notas                                                 |
| ---- | ------------------------------------------- | ----------------- | ----------------------------------------------------- |
| 2002 | Crossroads                                  | Joven Lucy Wagner |                                                       |
| 2008 | Unstable Fables: Goldilocks and the 3 Bears | Ricitos de oro    | Papel de voz                                          |
| 2023 | Zoey 102                                    | Zoey Brooks       | Película Paramount+; principal y productora ejecutiva |

### Televisión
| Año             | Título                                | Personaje                   | Notas                                                                         |
| --------------- | ------------------------------------- | --------------------------- | ----------------------------------------------------------------------------- |
| 2002-2005; 2020 | All That                              | Thelma Stump / Varios roles | 31 episodios                                                                  |
| 2002-2005       | Snick On-Air Dare                     | Ella misma                  | Participante                                                                  |
| 2003            | Switched!                             | Ella misma                  | Episodio: "Kyle and Danielle"                                                 |
| 2005            | A Weekend with...                     | Ella misma                  | Episodio: "Jamie Lynn Spears"                                                 |
| 2005            | Britney & Kevin: Chaotic              | Ella misma                  | Episodio: "Veil of Secrecy"                                                   |
| 2005-2008       | Zoey 101                              | Zoey Brooks                 | Papel principal; 61 episodios                                                 |
| 2007            | Just Jordan                           | Krya                        | Episodio: "Spelling Bees"                                                     |
| 2008            | Miss Guided                           | Mandy Ferner                | Episodio: "Hot Sub"                                                           |
| 2013            | I Am Britney Jean                     | Ella misma                  | Documental                                                                    |
| 2016            | When the Lights Go Out                | Ella misma                  | Documental de TLC                                                             |
| 2016            | The Talk                              | Ella misma                  | Copresentadora invitada; Episodio: "Jamie Lynn Spears/Sela Ward/Frank Grillo" |
| 2018            | Double Dare                           | Ella misma                  | Concursante; episodio: "Team Server vs. Team Spears"                          |
| 2020-2023       | Good Morning America                  | Ella misma                  | Invitada; 4 episodios                                                         |
| 2020-presente   | Sweet Magnolias                       | Noreen Fitzgibbons          | 30 episodios                                                                  |
| 2023            | Dancing with the Stars                | Ella misma                  | Concursante en la temporada 1; 3 episodios                                    |
| 2023            | Special Forces: World's Toughest Test | Ella misma                  | Concursante en la temporada 32; 2 episodios                                   |
| 2023            | I'm Celebrity… Get Me Out of Here!    | Ella misma                  | Concursante en la temporada 23, 11 episodios                                  |

## Obras publicadas
| Año                 | Título                                             | Editorial         | Notas                                  |
| ------------------- | -------------------------------------------------- | ----------------- | -------------------------------------- |
| 18 de enero de 2022 | Spears, Jamie Lynn: Cosas que debería haber dicho. | Worthy Publishing | Autobiografía - en rebajas en Walmart. |

## Discografía

### EP
| The Journey                                      | - Lanzamiento: 27 de mayo de 2014 - Formato: Descarga digital, streaming - Discográfica: Sweet Jamie Music | 193 | 24 | 5 | 25 |
| «—» indica que el sencillo no entró en la lista. | |     |    |   |    |

### Sencillos
| «How Could I Want More»                          | 2013 | — | 29 | 60 | 68 | 27 | 1 | The Journey |
| "Sleepover"                                      | 2016 | — | —  | —  | —  | —  | — | Sin álbum   |
| «—» indica que el sencillo no entró en la lista. |      |   |    |    |    |    |   |             |

### Sencillos promocionales
| Año  | Canción                     | Notas                                  |
| ---- | --------------------------- | -------------------------------------- |
| 2003 | Girls Just Want to Have Fun | Solo lanzado mediante Radio            |
| 2005 | Follow Me                   | Canción principal de la serie Zoey 101 |
| 2006 | Zoey 101: Music Mix         | Sencillo Promocional                   |
| 2020 | Follow Me                   | Remix con Chantel Jeffries             |

## Premios y nominaciones
| Año  | Premiación                  | Categoría                                                                       | Trabajo                             | Resultado | Ref.          |
| ---- | --------------------------- | ------------------------------------------------------------------------------- | ----------------------------------- | --------- | ------------- |
| 2004 | Kids Choice Awards          | Estrella de TV Femenina Favorita                                                | All That                            | Nominada  | [ 49 ]        |
| 2005 | Young Artist Awards         | Mejor Elenco Joven en Una Serie de TV                                           | All That (compartido con el elenco) | Nominada  | [ 50 ]        |
| 2005 | Teen Choice Awards          | Mejor Actuación Revelación de TV - Femenina                                     | Zoey 101                            | Nominada  | [ 51 ]        |
| 2005 | Young Hollywood Awards      | Una Para Mirar - Femenina                                                       | Ella Misma                          | Ganadora  | [ 52 ]        |
| 2006 | Kids Choice Awards          | Actriz de TV Favorita                                                           | Zoey 101                            | Ganadora  | [ 53 ]        |
| 2006 | Young Artist Awards         | Mejor Elenco Joven en Una Serie de TV (Comedia o Drama)                         | Zoey 101 (compartido con el elenco) | Ganadores | [ 54 ]        |
| 2007 | Kids Choice Awards          | Actriz de TV Favorita                                                           | Zoey 101                            | Nominada  | [ 55 ] [ 56 ] |
| 2007 | Kids Choice Awards Alemania | Actriz Favorita                                                                 | Zoey 101                            | Ganadora  | [ 57 ]        |
| 2007 | Kids Choice Awards UK       | Mejor Actriz de TV                                                              | Zoey 101                            | Nominada  | [ 58 ]        |
| 2007 | Young Artist Awards         | Mejor Actuación en Una Serie de TV (Comedia o Drama) - Actriz Joven Protagónica | Zoey 101                            | Nominada  | [ 59 ]        |
| 2007 | Young Artist Awards         | Mejor Elenco Joven en Una Serie de TV (Comedia o Drama)                         | Zoey 101 (compartido con el elenco) | Ganadores | [ 59 ]        |
| 2008 | Kids Choice Awards          | Actriz de TV Favorita                                                           | Zoey 101                            | Nominada  | [ 60 ] [ 61 ] |
| 2008 | Young Artist Awards         | Mejor Actuación en Una Serie de TV - Actriz Joven Protagónica                   | Zoey 101                            | Nominada  | [ 62 ]        |
| 2008 | Young Artist Awards         | Mejor Elenco Joven en Una Serie de TV                                           | Zoey 101 (compartido con el elenco) | Nominada  | [ 62 ]        |